# Gouvernement Niasse II
Pour les articles homonymes, voir Niasse.
Loum Boye
Voici la composition du second gouvernement de Moustapha Niasse formé au Sénégal le 3 avril 2000. C'est le premier constitué sous la présidence d'Abdoulaye Wade. Le gouvernement de Mame Madior Boye lui succède le 4 mars 2001.

## Composition du gouvernement
Premier ministreMoustapha Niasse
Ministres
- Premier ministre, Moustapha Niasse
- Industrie, l'Artisanat et Mines, Landing Savané
- Énergie et de l'Hydraulique, Abdoulaye Bathily
- Urbanisme et Habitat, Amath Dansokho
- Équipement et Transports, Madieyna Diouf
- Économie et Finances, Makhtar Diop
- Agriculture et Élevage, Pape Diouf
- Affaires étrangères et Sénégalais de l'extérieur, Cheikh Tidiane Gadio
- Forces armées, Youba Sambou
- Garde des Sceaux, Justice : Mame Madior Boye
- Intérieur, Mamadou Niang
- Enseignement supérieur, Madior Diouf
- Plan, Oumar Khassimou Dia
- Éducation nationale, Kansoumbaly Ndiaye
- Santé, Abdou Fall
- Aménagement du territoire et décentralisation : Khadi Fall
- Commerce, Khoureyssi Thiam
- Fonction publique, Travail et Emploi, Yéro Deh
- Pêche, Oumar Sarr
- Environnement, Mamadou Lamine Ba
- Communication et Culture, Mamadou Diop Decroix
- Tourisme, Ndiawar Touré
- Sports et Loisirs, Joseph Ndong
- Jeunesse, Modou Diagne Fada
- Intégration africaine, Amadou Sow
- Relation avec les Assemblées, Haoua Dia Thiam

Ministres délégués
- Délégué chargé du Budget, Abdoulaye Diop
- Délégué auprès du ministre de l'Éducation nationale chargé de la Formation professionnelle, de l'Enseignement technique et de l'Alphabétisation, Bécaye Diop

## Sources
- Décret no 2000-266 du 3 avril 2000 portant nomination des ministres, modifié
- Gouvernements du Sénégal de 1957 à 2007 (Site Équité et égalité de genre au Sénégal, laboratoire GENRE, université Cheikh-Anta-Diop, Dakar)